# 大口車站
大口車站（日语：／ Ōguchi eki */?）是一個位於神奈川縣橫濱市神奈川區大口通，屬於東日本旅客鐵道（JR東日本）橫濱線的鐵路車站。車站編號是JH 14。與東神奈川站發着系統、途經橫濱站直通根岸線的列車都有停靠。

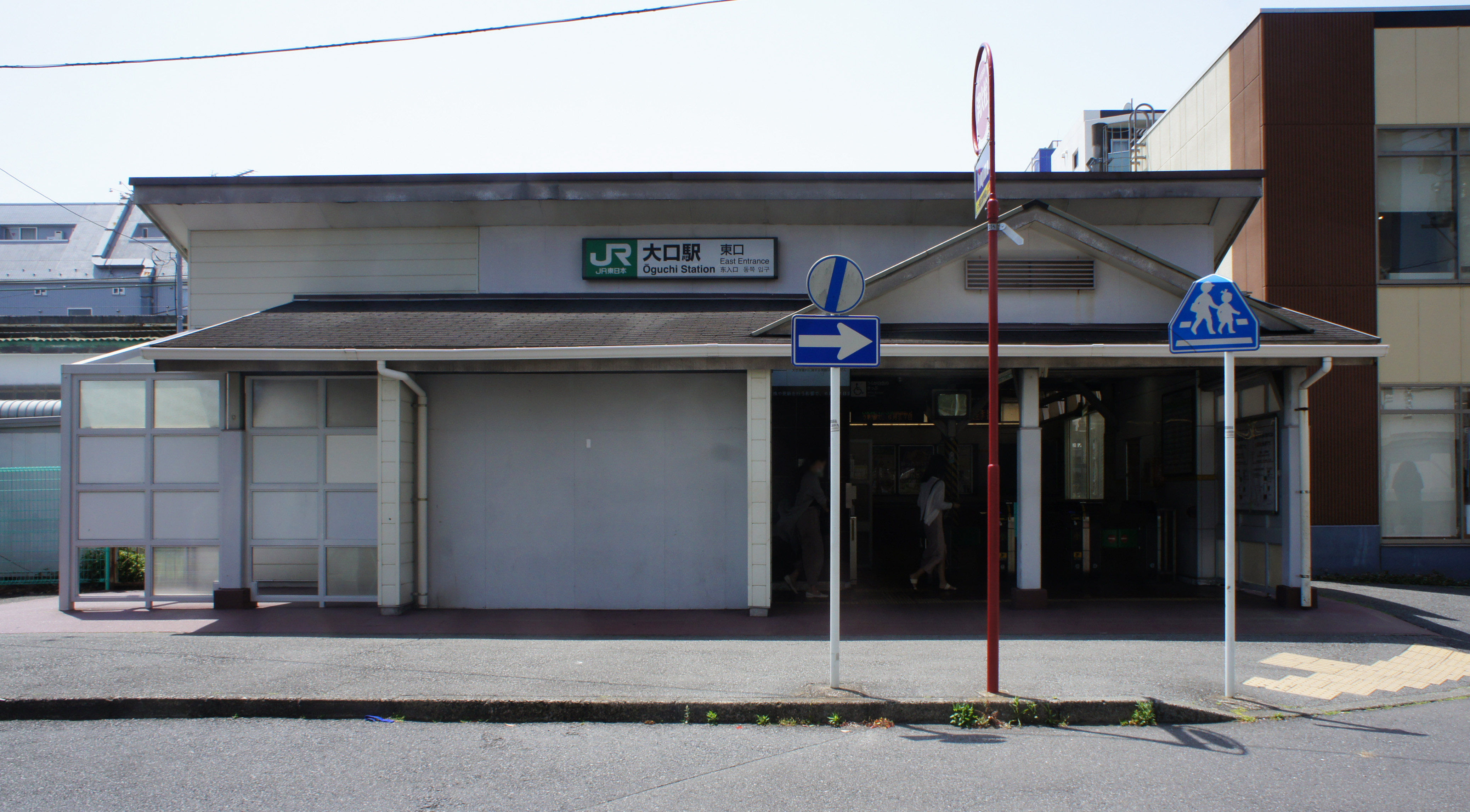
東口（2021年5月）

## 車站結構
本站為島式月台1面2線的地面車站。西口與東口設有各自獨立的站房，依次為西口、1號月台、2號月台、東口。

### 月台配置
| 月台 | 路線   | 方向 | 目的地                   | 備註             |
| ---- | ------ | ---- | ------------------------ | ---------------- |
| 1    | 橫濱線 | 下行 | 新橫濱、町田、八王子方向 |                  |
| 2    | 橫濱線 | 上行 | 東神奈川、橫濱、大船方向 | 白天至櫻木町為止 |

（來源：JR東日本:車站構內圖 （页面存档备份，存于））

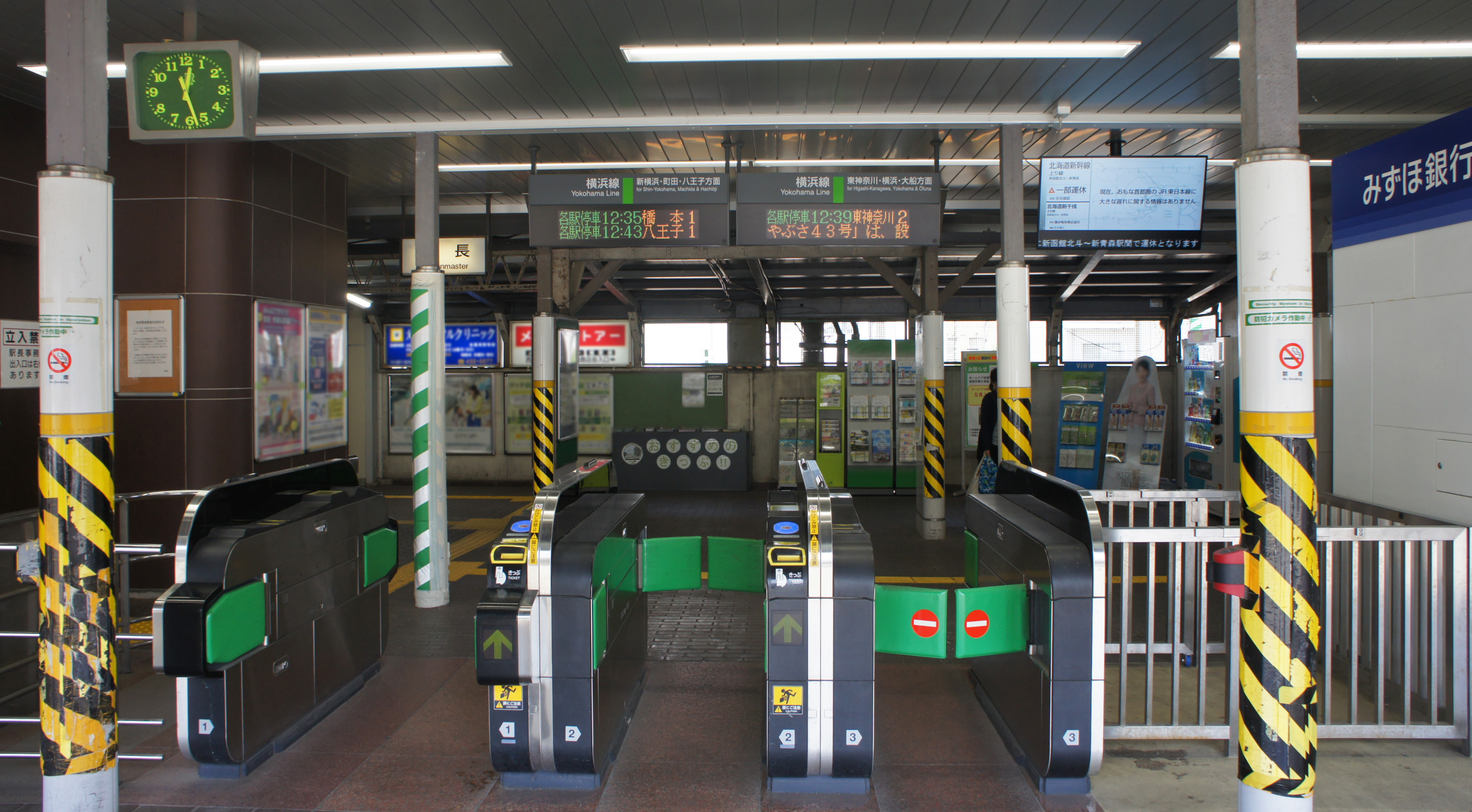
西驗票口（2021年5月）
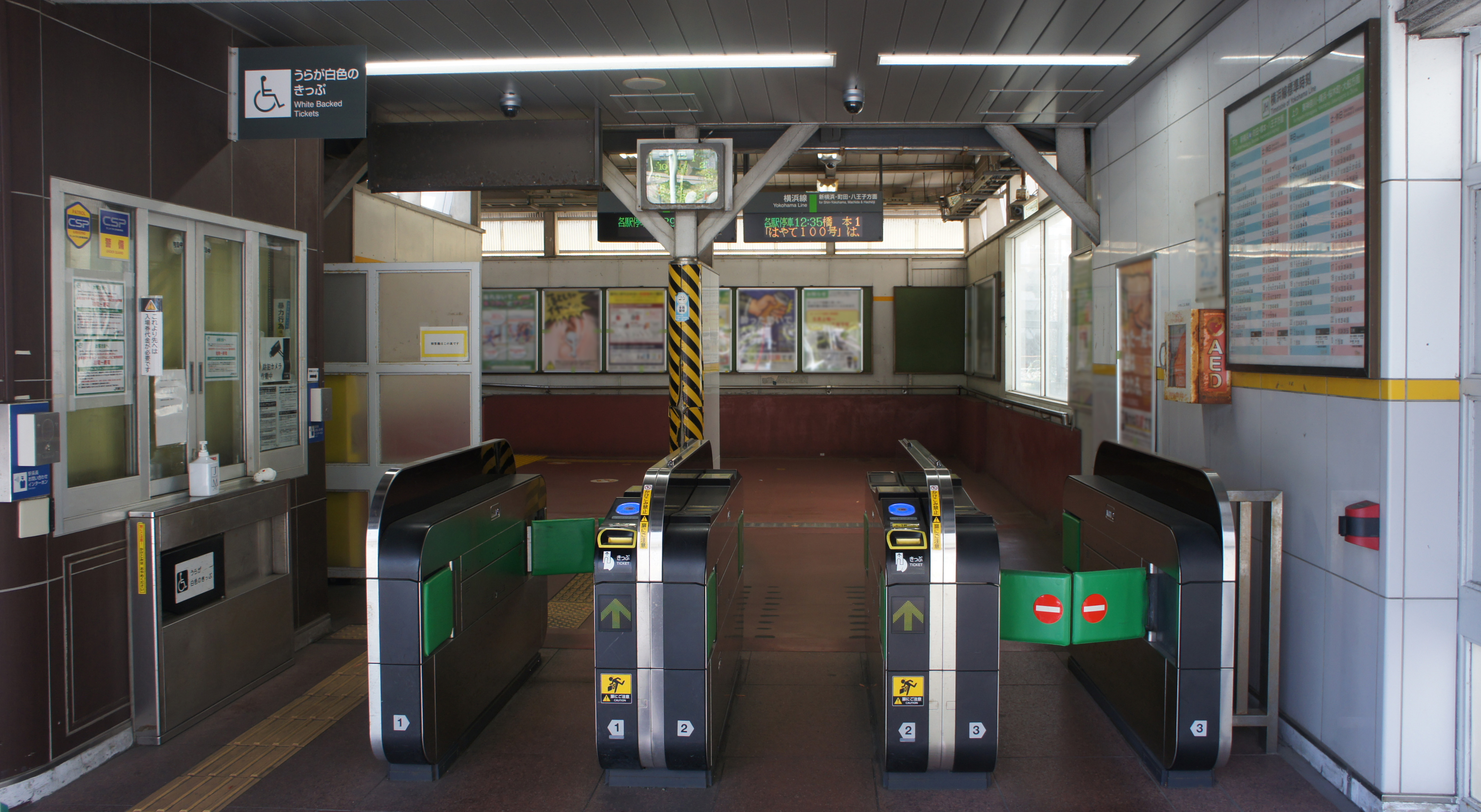
東驗票口（2021年5月）
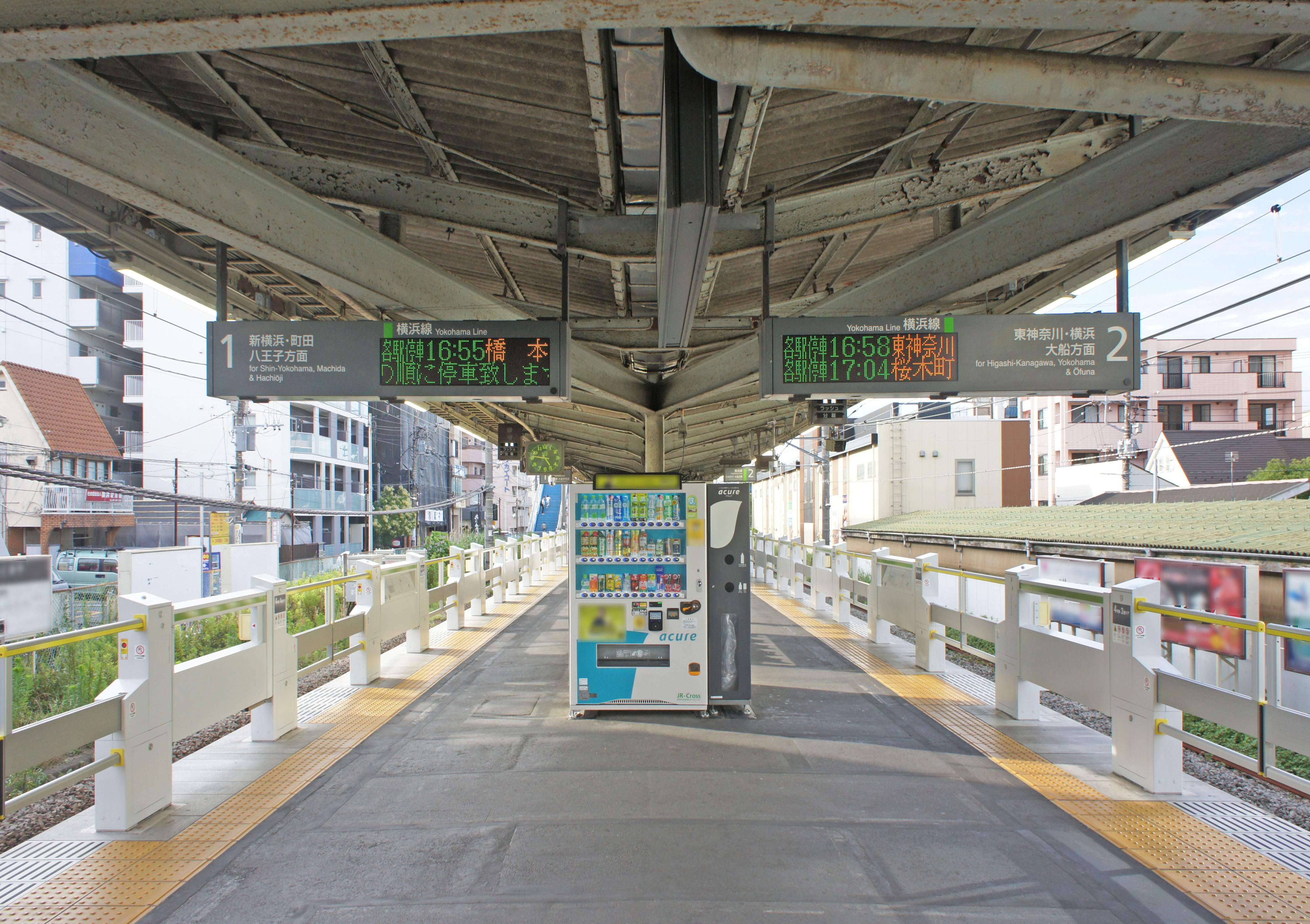
月台（2022年6月）

## 使用情況
2019年（令和元年）度的1日平均上車人次為19,085人。橫濱線內全部20個車站當中排行第15位。
近年的推移如下表。
| 年度               | 1日平均 上車人次 | 來源       |
| ------------------ | ---------------- | ---------- |
| 1991年（平成03年） | 15,187           |            |
| 1992年（平成04年） | 15,221           |            |
| 1993年（平成05年） | 15,410           |            |
| 1994年（平成06年） | 15,660           |            |
| 1995年（平成07年） | 15,747           | [ 統計 2 ] |
| 1996年（平成08年） | 15,822           |            |
| 1997年（平成09年） | 15,736           |            |
| 1998年（平成10年） | 15,759           | [ * 1 ]    |
| 1999年（平成11年） | 15,949           | [ * 2 ]    |
| 2000年（平成12年） | 15,914           | [ * 2 ]    |
| 2001年（平成13年） | 16,093           | [ * 3 ]    |
| 2002年（平成14年） | 16,391           | [ * 4 ]    |
| 2003年（平成15年） | 16,651           | [ * 5 ]    |
| 2004年（平成16年） | 16,811           | [ * 6 ]    |
| 2005年（平成17年） | 16,677           | [ * 7 ]    |
| 2006年（平成18年） | 16,733           | [ * 8 ]    |
| 2007年（平成19年） | 17,138           | [ * 9 ]    |
| 2008年（平成20年） | 17,164           | [ * 10 ]   |
| 2009年（平成21年） | 17,172           | [ * 11 ]   |
| 2010年（平成22年） | 17,096           | [ * 12 ]   |
| 2011年（平成23年） | 16,941           | [ * 13 ]   |
| 2012年（平成24年） | 17,320           | [ * 14 ]   |
| 2013年（平成25年） | 17,776           | [ * 15 ]   |
| 2014年（平成26年） | 17,671           | [ * 16 ]   |
| 2015年（平成27年） | 18,148           | [ * 17 ]   |
| 2016年（平成28年） | 18,411           | [ * 18 ]   |
| 2017年（平成29年） | 18,520           | [ * 19 ]   |
| 2018年（平成30年） | 18,817           |            |
| 2019年（令和元年） | 19,085           |            |

## 其他
大口車站並非日本境內曾經存在過唯一一個名為「大口」的鐵路車站。在三重縣松阪市境內曾經存在過一同名車站，是目前已經廢線的三重交通松阪線之終點站。

## 相鄰車站
東日本旅客鐵道（JR東日本）
 橫濱線
■快速
通過
■各站停車
東神奈川（JH 13）－大口（JH 14）－菊名（JH 15）

### 使用情況
JR東日本的統計資料
1. ↑  横浜市統計ポータル （页面存档备份，存于） - 横浜市
2. ↑  線区別駅別乗車人員（1日平均）の推移 （页面存档备份，存于） - 18ページ

JR東日本2000年度以後的上車人次
1. ↑  各駅の乗車人員（2000年度） （页面存档备份，存于） - JR東日本
2. ↑  各駅の乗車人員（2001年度） （页面存档备份，存于） - JR東日本
3. ↑  各駅の乗車人員（2002年度） （页面存档备份，存于） - JR東日本
4. ↑  各駅の乗車人員（2003年度） （页面存档备份，存于） - JR東日本
5. ↑  各駅の乗車人員（2004年度） （页面存档备份，存于） - JR東日本
6. ↑  各駅の乗車人員（2005年度） （页面存档备份，存于） - JR東日本
7. ↑  各駅の乗車人員（2006年度） （页面存档备份，存于） - JR東日本
8. ↑  各駅の乗車人員（2007年度） （页面存档备份，存于） - JR東日本
9. ↑  各駅の乗車人員（2008年度） （页面存档备份，存于） - JR東日本
10. ↑  各駅の乗車人員（2009年度） （页面存档备份，存于） - JR東日本
11. ↑  各駅の乗車人員（2010年度） （页面存档备份，存于） - JR東日本
12. ↑  各駅の乗車人員（2011年度） （页面存档备份，存于） - JR東日本
13. ↑  各駅の乗車人員（2012年度） （页面存档备份，存于） - JR東日本
14. ↑  各駅の乗車人員（2013年度） （页面存档备份，存于） - JR東日本
15. ↑  各駅の乗車人員（2014年度） （页面存档备份，存于） - JR東日本
16. ↑  各駅の乗車人員（2015年度） （页面存档备份，存于） - JR東日本
17. ↑  各駅の乗車人員（2016年度） （页面存档备份，存于） - JR東日本
18. ↑  各駅の乗車人員（2017年度） （页面存档备份，存于） - JR東日本
19. ↑  各駅の乗車人員（2018年度） （页面存档备份，存于） - JR東日本
20. ↑  各駅の乗車人員（2019年度） （页面存档备份，存于） - JR東日本

神奈川縣縣勢要覽
1. ↑  平成12年 - 221ページ
2. 1 2  平成13年PDF - 223ページ
3. ↑  平成14年PDF - 221ページ
4. ↑  平成15年PDF - 221ページ
5. ↑  平成16年PDF - 221ページ
6. ↑  平成17年PDF - 223ページ
7. ↑  平成18年PDF - 223ページ
8. ↑  平成19年PDF - 225ページ
9. ↑  平成20年PDF - 229ページ
10. ↑  平成21年PDF - 239ページ
11. ↑  平成22年PDF - 237ページ
12. ↑  平成23年PDF - 237ページ
13. ↑  平成24年PDF - 233ページ
14. ↑  平成25年PDF - 235ページ
15. ↑  平成26年PDF - 237ページ
16. ↑  平成27年PDF - 237ページ
17. ↑  平成28年PDF - 245ページ
18. ↑  神奈川県県勢要覧（平成29年度）PDF - 237ページ
19. ↑  神奈川県県勢要覧（平成30年度）PDF - 221ページ

## 外部連結
- 車站資訊（大口）：東日本旅客鐵道

35°29′31.5″N 139°38′46.4″E / 35.492083°N 139.646222°E